# ブラック・ナイト
「ブラック・ナイト」(Black Night) は、イングランドのハードロックバンドであるディープ・パープル (Deep Purple) が、1970年に発表した楽曲。

## 解説
ディープ・パープルはアルバム『ディープ・パープル・イン・ロック』の完成後、レコード会社から新たにプロモーション用シングル盤を録音することを要請された。当初は「クライ・フリー」という曲が録音されたが没になり、代わって「ブラック・ナイト」が採用された。
ジョン・ロードによれば、印象的なリフはパブで酒（スコッチ＆コーク）を飲んだ後、リッキー・ネルソンの「サマータイム」（ジョージ・ガーシュウィン作曲）のリフを参考にして作ったものだという。当初は歌詞も即興であり、ブラック・ナイトの綴りも"Black Night"であるか、"Black Knight"なのかはっきりしていなかった。なお、曲としてはブルース・マグース（Blues Magoos）の「恋する青春（(We Ain't Got) Nothing Yet）」(1966年)との類似性も指摘されている。
本国イギリスでは『イン・ロック』の発売に先立つ1970年6月に売り出され、全英ヒットチャートの2位まで上るヒットとなった。日本では翌1971年2月25日に『イン・ロック』と共にシングルA面曲で発売されて約10万枚を売り上げ、当時のハードロックのシングル盤としては異例のヒットを記録した。1976年には日本でリバイバル・ヒットしている。
シングル盤として企画された曲なのでアルバムには未収録であったが、後に『イン・ロック』のリマスター版にボーナストラックとして収録された。また1975年に発表されたベスト・アルバム『ブラック・ナイト＝24カラット』に、1972年の初来日公演時のライブバージョンが収録されている。

## カバーほか
フォール、バッド・マナーズ、パット・トラバース、ブルース・デッキンソン、メタリカらがをカバーしている。
日本では、PYGのライブ・アルバム『FREE WITH PYG』(1971年）に収録。
ヤング101がNHK総合テレビジョン『ステージ101』で歌った。また、UCCブラック・無糖のCMに使用された。